# Nikolaus Wyss

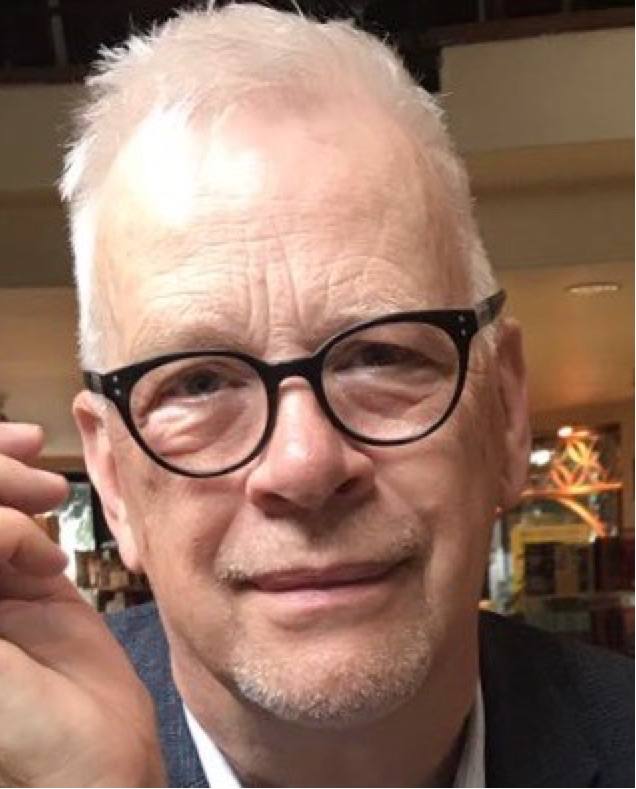
Nikolaus Wyss

Nikolaus Wyss (* 20. Februar 1949 in Zürich) ist ein Schweizer Ethnologe, Herausgeber und Autor.

## Leben
Nikolaus Wyss ist in Zürich bei seiner Mutter aufgewachsen, der Journalistin und Schriftstellerin Laure Wyss (1913–2002). Sein Vater war der Jurist und Politiker Emil Bösch (1909–1992). 
Nach der Matura 1969 arbeitete er als Werbetexter und als Journalist für Schweizer Zeitungen. 
1970 bis 1972 war er Buchhändler in Bogota und Sao Paulo, Mitarbeiter von Entwicklungsprojekten und bereiste die USA und Südamerika. 
Ab 1972 war er in verschiedenen Berufen tätig, unter anderem als Journalist für den Zürcher Tages-Anzeiger und die Schweizer Illustrierte.
1974 bis 1977 studierte er Volkskunde, Ethnologie und Soziologie an der Universität Zürich und schloss bei Arnold Niederer mit einer Arbeit über Typische Verhaltensweisen von Benützern eines Grossstadt-Bahnhofs ab.
Ab 1978 gründete und führte Nikolaus Wyss zusammen mit Walter Keller die Zeitschrift Der Alltag – Sensationen des Gewöhnlichen und gründete die Genossenschaftsbuchhandlung Schwamendinger Büchertreff in Schwamendingen. Ausserdem war er als Publizist, Herausgeber, Stadtführer, Dozent für Soziologie und Theaterproduzent tätig, sowie 1984 bis 1986 Kulturredaktor beim Schweizer Fernsehen.
1998 bis 2009 leitete er als Rektor die Hochschule Luzern – Design & Kunst und war Geschäftsleitungsmitglied der Hochschule Luzern (HSLU). Er arbeitete in verschiedenen nationalen und internationalen bildungs- und kulturpolitischen Gremien mit, dazu gehörten Studienreisen und Teilnahme an internationalen Konferenzen in Europa, Asien und Afrika. 
Ab 2009 war er freischaffender Autor, Dozent und Berater für Bildungsfragen. 2015 bis 2016 Gemeindeparlamentarier und Kirchenpfleger in Schlieren bei Zürich. 
Seit 2017 lebt Nikolaus Wyss in Bogota, führt ein Bed and Breakfast und ist aktiv als Autor und Blogger. 

## Werke
- Auf dem Amakong, Ein Lesebuch gegen den Hunger, Edition Quinta Camacho, Bogota 2020.

- 21 Jahre TAM, vom Nährwert einer Beilage, Nikolaus Wyss (Hrsg.), Bockler Press, Zürich 1991.

- Reisen ins Tägliche Leben, mit Walter Keller, Unionsverlag, Zürich 1982.

- Schwamendiger Buch, mit Marcel Graf und Walter Baumann, Quartierverein Schwamendingen, Zürich 1981.

- Typische Verhaltensweisen von Benützern eines Grossstadtbahnhofs, Hochschulschrift, Zürich 1977.